# اروین آلبرت
اروین آلبرت (انگلیسی: Erwin Albert؛ زادهٔ ۲۷ مارس ۱۹۵۴) بازیکن فوتبال اهل آلمان است.
از باشگاه‌هایی که در آن بازی کرده‌است می‌توان به باشگاه فوتبال هرتابرلین اشاره کرد.